# Kedungwaras
Kedungwaras is een bestuurslaag in het regentschap Lamongan van de provincie Oost-Java, Indonesië. Kedungwaras telt 2204 inwoners (volkstelling 2010).